# Körzendorf

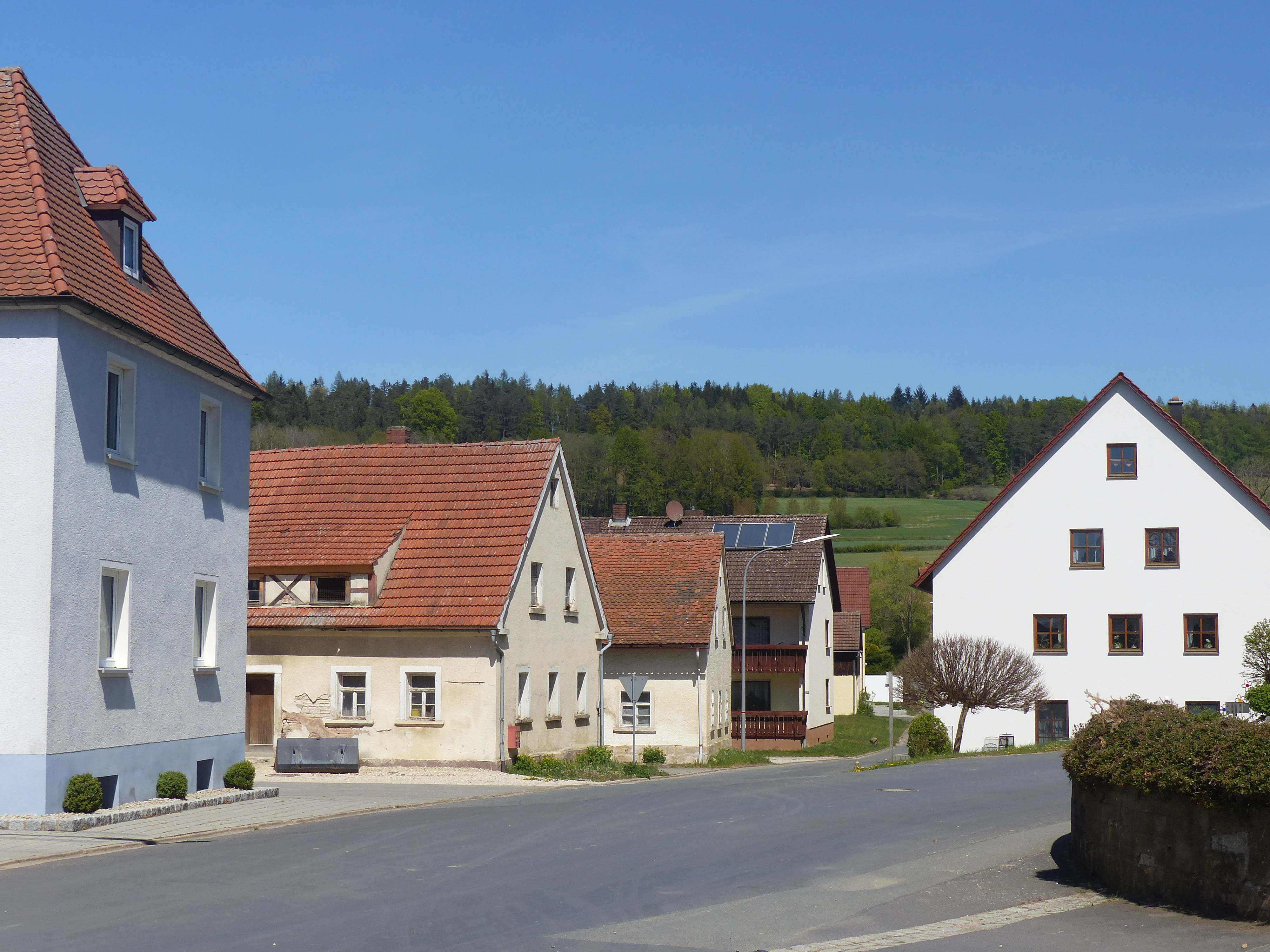
Ortsmitte nahe der Kirche

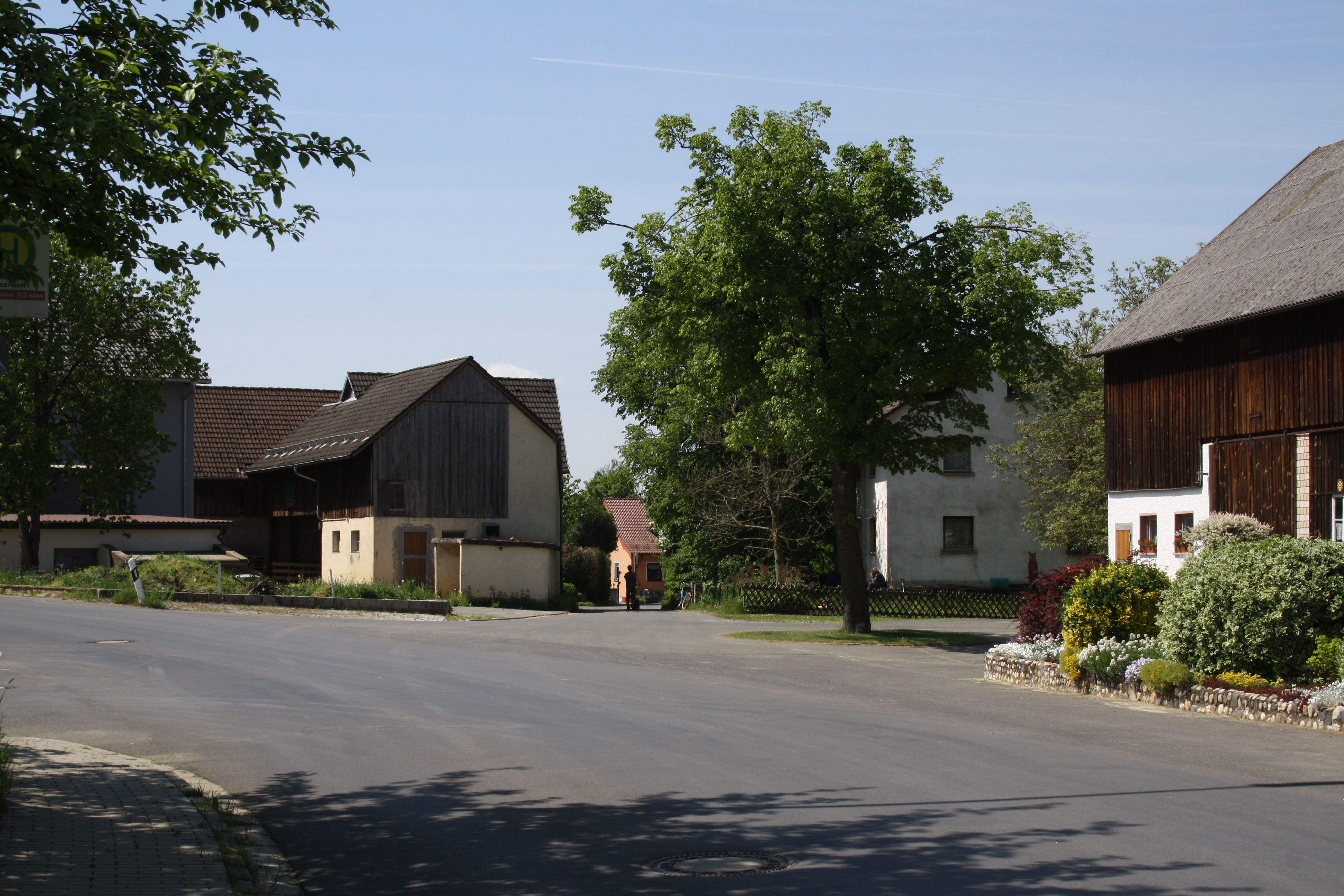
Südliche Ortsmitte

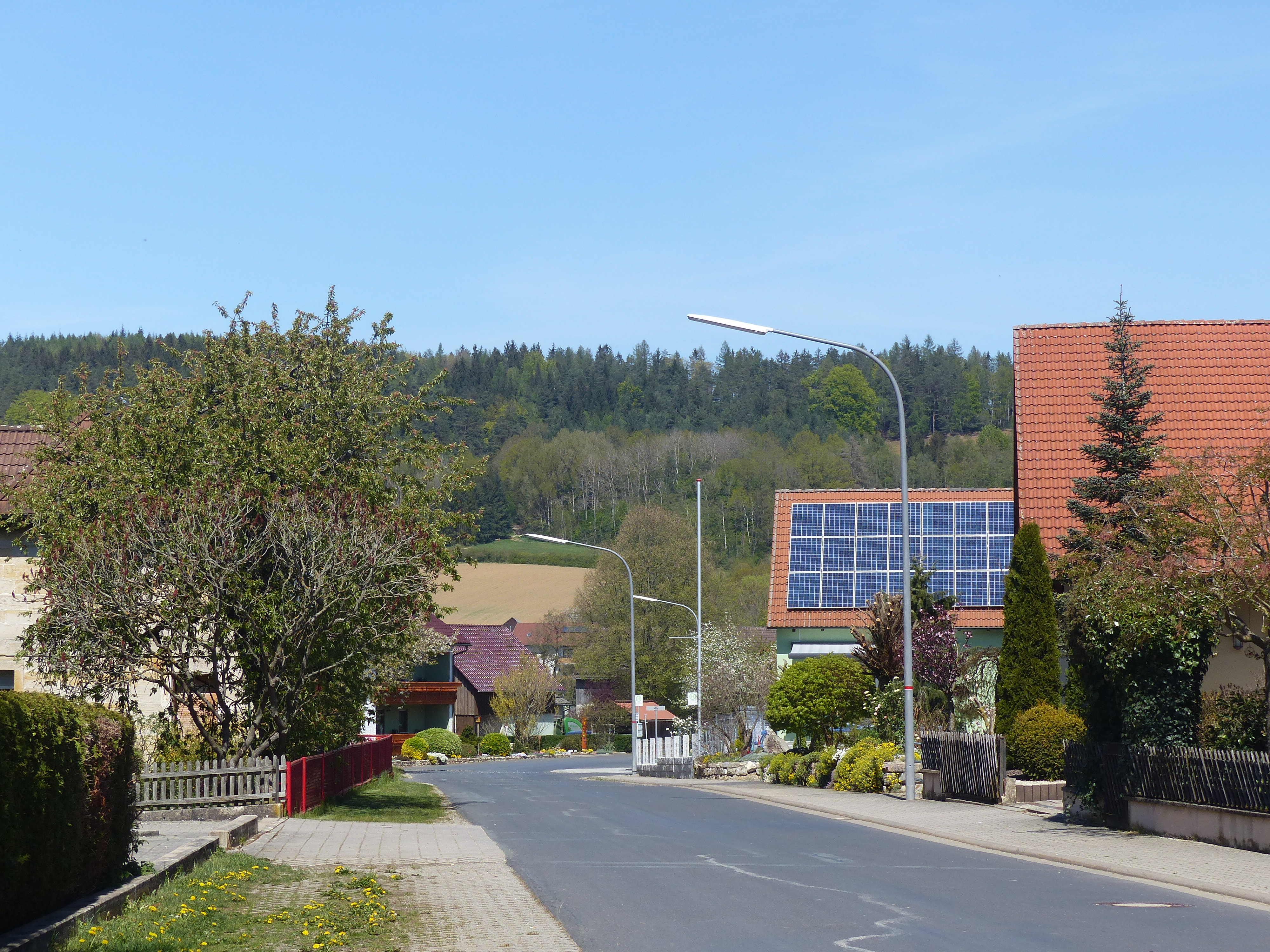
Im südwestlichen Teil des Dorfes

Körzendorf ist ein Gemeindeteil der Gemeinde Ahorntal im Landkreis Bayreuth (Oberfranken, Bayern). Die Gemarkung Körzendorf hat eine Fläche von 5,509 km². Sie ist in 1230 Flurstücke aufgeteilt, die eine durchschnittliche Flurstücksfläche von 4478,78 m² haben. In ihr liegen neben dem namensgebenden Ort die Gemeindeteile Hintergereuth, Hütten und Vordergereuth.

## Geografie
Das Dorf im nordöstlichen Bereich der Fränkischen Schweiz ist etwa viereinhalb Kilometer von dem südwestlich liegenden Kirchahorn entfernt.

## Geschichte
1293 wurde ein „Otto von Churzdorf“ urkundlich erwähnt. Dies ist zugleich der erste schriftliche Beleg des Ortes. Das Bestimmungswort des Ortsnamens ist der slawische Personenname Chotovin.
Bis zum Beginn des 19. Jahrhunderts unterstand Körzendorf der Landeshoheit des Hochstiftes Bamberg. Die Dorf- und Gemeindeherrschaft übte dessen Amt Waischenfeld als Vogteiamt aus. Auch die Hochgerichtsbarkeit stand diesem Amt als Centamt zu. Als das Hochstift Bamberg infolge des Reichsdeputationshauptschlusses 1802/03 säkularisiert und unter Bruch der Reichsverfassung vom Kurfürstentum Pfalz-Baiern annektiert wurde, wurde  Körzendorf ein Teil der bei der „napoleonischen Flurbereinigung“ in Besitz genommenen neubayerischen Gebiete, was im Juli 1806 mit der Rheinbundakte nachträglich legalisiert wurde.
Durch die Verwaltungsreformen im Königreich Bayern wurde Körzendorf mit dem Zweiten Gemeindeedikt im Jahr 1818 eine Ruralgemeinde, zu der die beiden Dörfer Hintergereuth und Vordergereuth sowie die Einöde Hütten gehörten. Im Zuge der Gebietsreform in Bayern wurde die Gemeinde Körzendorf am 1. Januar 1972 ein Teil der neu gebildeten Gemeinde Ahorntal.

## Verkehr
Die Anbindung an das Straßenverkehrsnetz erfolgt durch eine von der St 2185 aus dem Westen abzweigende Gemeindeverbindungsstraße, die nahe der Ortsmitte nach Südsüdwesten abbiegt und nach Reizendorf führt. Der ÖPNV bedient das Dorf an einer Haltestelle der Buslinie 396 des VGN. Die am schnellsten erreichbaren Bahnhöfe befinden sich in Creußen, Schnabelwaid und Pegnitz. Der nächste Fernbahnhof ist der Hauptbahnhof in Bayreuth.